# うちはサスケの写輪眼伝
『うちはサスケの写輪眼伝』（うちはサスケのしゃりんがんでん）は、平健史による漫画作品。『最強ジャンプ』（集英社）にて2014年11月号から2017年5月号まで連載された。

## 概要
『週刊少年ジャンプ』（以下「WJ」）にて連載していたの漫画『NARUTO -ナルト-』（原作：岸本斉史）の登場人物、うちはサスケを主役としたスピンオフ作品。
前作の『ロック・リーの青春フルパワー忍伝』同様にキャラクターがSD化されて繰り広げるギャグ漫画である。時系列は第二部のサスケが大蛇丸を倒し『蛇』を結成した頃にあたるが、イタチや大蛇丸は生きているなど原作とは一部異なる。

## ストーリー
里を抜けた抜け忍うちはサスケが水月、火燐、重吾と共に鷹を結成、兄イタチへの復讐の為に珍道中を続けるといったものである。
前作との違い一つのお話が複数の小さなお話で構成される。

## 登場人物
うちはサスケ
本作の主人公。うちは一族の生き残りで兄イタチに復讐をするために旅を続けている。鷹のリーダーでクールな性格で器が小さい所がある。
鬼灯水月
体を液体にすることが出来る、この作品のツッコミキャラだが、たまにボケたりすることがある。
香燐
サスケが好き過ぎるあまり本編よりも暴走しているが、水月がボケた時はツッコんだりしている。
重吾
穏やかに見えるが時折暴走し凶暴化する。
抜け忍
悪さをする里を抜けた忍達。

### 暁
うちはイタチ
サスケの兄でサスケが仇を討とうとしている人物だがサスケよりも器が小さい。
干柿 鬼鮫
イタチと行動している暁の一員で、彼が持つ「大刀・鮫肌」を水月は欲しがっている。

### 木の葉
うずまきナルト
原作本編の主人公で基本的には前作と同じ役割。サスケと居合わすとよく張り合っている。
春野サクラ
木の葉出身の忍びでナルトと同じ班のくのいち。サスケが好きで香燐と居合わすと張り合ったりしている。

## 単行本
1. タイトル「うちはサスケ!!」2015年8月4日発売 ISBN 978-4-08-8803609
2. タイトル「二人一組!!」2016年7月29日発売 ISBN 978-4088807638
3. タイトル「うちは一族!!」2017年7月4日ISBN 978-4088810683

単行本のカバー裏は本編表紙のパロディになっている、第1巻は本編43巻、第2巻は本編61巻、第3巻は65巻。